# Tablica (koszykówka)

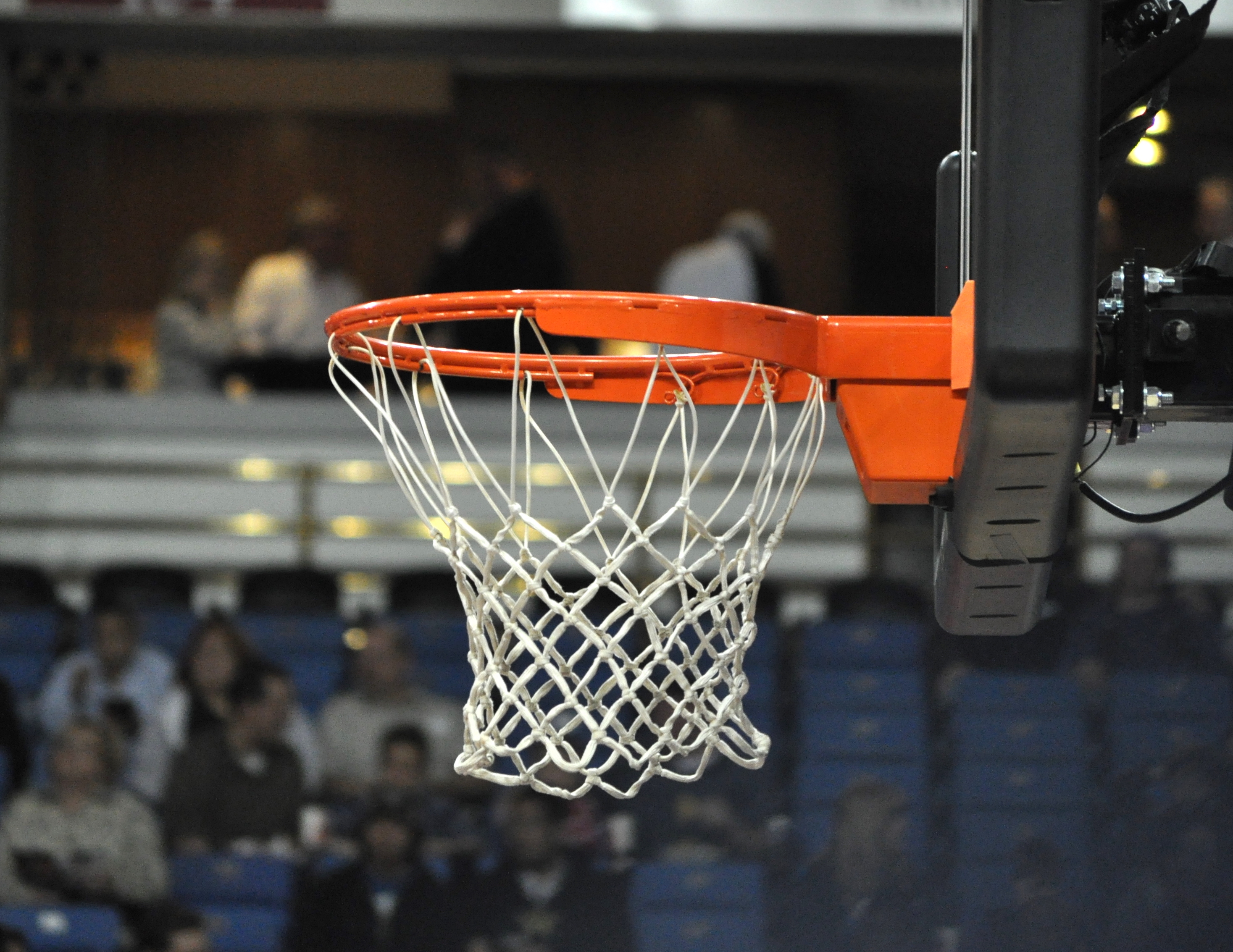
Tablica

Wymiary tablicy

Tablica (pot.: deska) – jeden z elementów boiska koszykarskiego, na którym jest kosz.
Tablica jest zawieszona 2,9 m od podłoża. Tablica ma wymiary 1,80 m x 1,05 m. Kosz jest umieszczony 15 cm od dolnej podstawy tablicy. Szerokość prostokąta, do którego jest doczepiony kosz wynosi 59 cm, a wysokość 45 cm. Kosz jest umieszczony 15 cm od tablicy.
Tablicy nie należy mylić tablicą wyników, która prezentuje czas oraz punkty drużyn.